# Élections générales portoricaines de 2024
Les élections générales de 2024 ont lieu le 5 novembre 2024 afin d'élire pour quatre ans le nouveau gouverneur, le commissaire résident, les membres du Sénat et de la Chambre des représentants ainsi que les maires des 78 municipalités de Porto Rico.
C’est la commissaire résidente sortante, Jenniffer González, candidate pour le NPP, qui est élue au poste de gouverneure avec un peu moins de 40 % des voix. Le scrutin est marqué par la montée du Parti indépendantiste, représenté par Juan Dalmau, qui s’impose en deuxième position avec près de 33 %, un score historique pour le parti.

## Contexte
Le 20 mars 2022, lors de l'assemblée générale du Nouveau parti progressiste (NPP), le gouverneur sortant Pedro Pierluisi annonce qu'il briguera un second mandat. Dans une interview le 28 août 2022, il confirme à la presse qu'il se présentera à nouveau.
Pour la première fois, dans la course au poste de gouverneur, un candidat indépendantiste, Juan Dalmau, qui prône l'indépendance de Porto Rico à l'égard des États-Unis, est pratiquement à égalité avec la candidate Jenniffer González.
En février 2023, Pedro Pierluisi plaide devant le Sénat de Washington DC pour que les États-Unis approuvent le projet de loi qui prévoit une consultation électorale à Porto Rico entre les options de statut d'État américain, d'indépendance ou d'indépendance avec association libre avec les États-Unis.
En juillet 2024, le gouverneur convoque un référendum d'autodétermination dans lequel, pour la première fois, le maintien du statut actuel de Commonwealth de Porto Rico ne figure pas comme option.

## Système électoral
Le gouverneur de Porto Rico est élu pour un mandat de quatre ans au scrutin uninominal majoritaire à un tour.

## Élections primaires

### Primaires du Nouveau parti progressiste
Candidat à sa réélection, Pedro Pierluisi a perdu les élections primaires du 2 juin 2024 face à Jenniffer González du Nouveau Parti Progressiste, concédant la candidature au poste de gouverneur après que le résultat préliminaire ait été certifié par la Commission électorale de l'État Porto Ricain.
| Candidats          | Votes   | %      |
| ------------------ | ------- | ------ |
| Jenniffer González | 159 527 | 54,57  |
| Pedro Pierluisi    | 132 805 | 45,43  |
| Total              | 292 332 | 100,00 |

### Primaires du Parti populaire démocrate
Carlos Delgado Altieri, maire d'Isabela, candidat du Parti populaire démocrate (PPD) lors des élections de 2020, a décliné une possible nouvelle candidature.
| Candidats          | Votes   | %      |
| ------------------ | ------- | ------ |
| Jesús Manuel Ortiz | 83 045  | 61,71  |
| Juan Zaragoza      | 51 534  | 38,29  |
| Total              | 134 579 | 100,00 |

## Résultats

### Élection du gouverneur
| Candidats                | Candidats                | Partis                            | Voix      | %     |
| ------------------------ | ------------------------ | --------------------------------- | --------- | ----- |
|                          | Jenniffer González       | Nouveau parti progressiste        | 447 956   | 39,45 |
|                          | Juan Dalmau              | Parti indépendantiste portoricain | 370 898   | 32,66 |
|                          | Jesús Manuel Ortiz       | Parti populaire démocrate         | 239 138   | 21,06 |
|                          | Javier Jiménez           | Projet dignité                    | 76 254    | 6,71  |
|                          | Javier Córdova Iturregu  | Mouvement Victoire Citoyenne      | 1 399     | 0,12  |
|                          |                          |                                   |           |       |
| Votes valides            | Votes valides            | Votes valides                     | 135 645   | 99,95 |
| Votes blancs et nuls     | Votes blancs et nuls     | Votes blancs et nuls              | 565       | 0,05  |
| Total                    | Total                    | Total                             | 1 136 210 | 100   |
| Inscrits / participation | Inscrits / participation | Inscrits / participation          | 1 985 948 | 57,21 |

### Élection du Commissaire résident
| Candidats | Candidats               | Partis                            | Voix      | %     |
| --------- | ----------------------- | --------------------------------- | --------- | ----- |
|           | Pablo Hernández Rivera  | Parti populaire démocrate         | 482 932   | 44,56 |
|           | William Villafañe       | Nouveau parti progressiste        | 379 618   | 35,02 |
|           | Ana Irma Rivera Lassén  | Mouvement Victoire Citoyenne      | 107 882   | 9,95  |
|           | Viviana Ramírez Morales | Projet dignité                    | 56 968    | 5,26  |
|           | Roberto Velázquez       | Parti indépendantiste portoricain | 56 492    | 5,21  |
|           |                         |                                   |           |       |
| Total     | Total                   | Total                             | 1 083 892 | 100   |